# Trofeo Laigueglia 1973
Il Trofeo Laigueglia 1973, decima edizione della corsa, si svolse il 18 febbraio 1973, su un percorso di 167 km. La vittoria fu appannaggio del belga Eddy Merckx, che completò il percorso in 4h27'00", precedendo il connazionale Roger De Vlaeminck e il danese Leif Mortensen.
I corridori che presero il via da Laigueglia furono 143, mentre coloro che portarono a termine il percorso sul medesimo traguardo furono 101.

## Ordine d'arrivo (Top 10)
| Pos. | Corridore           | Squadra    | Tempo    |
| ---- | ------------------- | ---------- | -------- |
| 1    | Eddy Merckx         | Molteni    | 4h27'00" |
| 2    | Roger De Vlaeminck  | Brooklyn   | s.t.     |
| 3    | Leif Mortensen      | Bic        | s.t.     |
| 4    | Marcello Bergamo    | Filotex    | s.t.     |
| 5    | Pietro Mingardi     | Bianchi    | s.t.     |
| 6    | Pierfranco Vianelli | Brooklyn   | s.t.     |
| 7    | Francesco Moser     | Filotex    | a 20"    |
| 8    | Marino Basso        | Bianchi    | s.t.     |
| 9    | Franco Bitossi      | Sammontana | s.t.     |
| 10   | Willy In 't Ven     | Molteni    | s.t.     |